# Aucha tienmushani
Aucha tienmushani är en fjärilsart som beskrevs av Max Wilhelm Karl Draudt 1950. Aucha tienmushani ingår i släktet Aucha och familjen nattflyn. Inga underarter finns listade i Catalogue of Life.